# Politikåret 1890

## Händelser
- 20 mars – Leo von Caprivi efterträder Otto von Bismarck som Tysklands rikskansler.[1]
- 2 maj – Oklahomaterritoriet upprättas i USA.[2]
- 3 juli – Idaho blir delstat i USA.[3]
- 10 juli – Wyoming blir delstat i USA.[4]
- 23 november – Personalunionen Nederländerna-Luxemburg upphör.[5]

## Val och folkomröstningar
- Okänt datum – Andrakammarval hålls i Sverige.

## Födda
- 9 mars – Vjatjeslav Molotov, sovjetisk politiker, utrikesminister 1939–1949 och 1953–1956.
- 11 augusti – Aaslaug Aasland, norsk politiker, socialminister 1948–1953.
- 14 oktober – Dwight D. Eisenhower, amerikansk militär och politiker, USA:s president 1953–1961.
- 16 oktober – Michael Collins, irländsk militär och politiker.
- 22 november – Charles de Gaulle, fransk militär och politiker, Frankrikes president 1959–1969.
- 10 december – László Bárdossy, ungersk diplomat och politiker, premiärminister 1941–1942.

## Avlidna
- 14 oktober – Emil Stjernvall-Walleen, finländsk statsman, ministerstatssekreterare 1876–1881.

### Fotnoter
1. ↑  ”Germany” (på engelska). World Statesmen. http://www.worldstatesmen.org/Germany.html. Läst 29 juli 2015.
2. ↑  ”Oklahoma” (på engelska). World Statesmen. http://www.worldstatesmen.org/US_states_O-R.html#Oklahoma. Läst 28 juli 2015.
3. ↑  ”Idaho” (på engelska). World Statesmen. http://www.worldstatesmen.org/US_states_F-K.html#Idaho. Läst 28 juli 2015.
4. ↑  ”Wyoming” (på engelska). World Statesmen. http://www.worldstatesmen.org/US_states_V-W.html#Wyoming. Läst 28 juli 2015.
5. ↑  ”Luxembourg” (på engelska). World Statesmen. http://www.worldstatesmen.org/Luxembourg.htm. Läst 28 juli 2015.